# Чергать
Чергать — деревня в Перевозском районе Нижегородской области. Входит в состав города Перевоза.
Деревня располагается на правом берегу реки Пьяны.